# Goszcz
Goszcz (deutsch: Goschütz) ist ein Dorf in der Stadt- und Landgemeinde Twardogóra im Powiat Oleśnicki der Woiwodschaft Niederschlesien in Polen.
Zu Goszcz gehören die Siedlungen Kuźnica Goszczańska, Szczodrak und Troska.

## Geschichte
Das Dorf wurde im Jahr 1155 urkundlich erstmals erwähnt. Von 1689 bis weit ins 18. Jahrhundert hatte es das Stadtrecht. Von Heinrich Leopold Graf von Reichenbach-Goschütz (1705–1775) Generalpostmeister von Schlesien und Ritter des Schwarzen Adlerordens wurde es 1727 gekauft und war bis Ende des Zweiten Weltkrieges 1945 im Familienbesitz.
Von überregionaler Bedeutung war Goschüz aufgrund seiner Schlossanlage. Goschütz war die Residenz des Freien Standesherren von Goschütz, zuletzt gehörend dem jeweiligen Oberhaupt des schlesischen Adelsgeschlechts Reichenbach, mit eigener Standesherrlicher Gerichtsbarkeit. Das Adelsgeschlecht bildete zu Goschütz eine eigene Familienlinie heraus.
Ursprünglich hatte die Freie Standesherrschaft Goschütz eine Größe von 8245 ha, um 1900 noch 7500 ha. Namhafte Eigentümer waren unter anderem Heinrich Leopold von Reichenbach-Goschütz und dessen Enkel Heinrich von Reichenbach-Goschütz, er selbst lebte zuletzt in Dresden, die den umfangreichen Besitz weiter vererbten. 1938 übernahm der Sohn Christoph-Heinrich von Reichenbach die Begüterung.
Als Folge des Zweiten Weltkriegs fiel Geschütz 1945 an Polen und wurde in Gosccz umbenannt. Die einheimische deutsche Bevölkerung wurde, soweit sie nicht vorher geflohen war, vertrieben. Die neu angesiedelten Bewohner waren teilweise Zwangsumgesiedelte aus Ostpolen, das an die Sowjetunion gefallen war.
Von 1945 bis 1950 gehörte Woiwodschaft Schlesien. In den Jahren 1954–1972 war es Verwaltungssitz der >Landgemeinde Goszcz. In den Jahren 1975–1998 gehörte es zur Woiwodschaft Breslau.
In den 1990er Jahren drehte der Regisseur Jan Jakub Kolski den Film Jańcio Wodnik in Goszcz.

## Sehenswürdigkeiten
- Schloss Goschütz gehörte zu den bedeutendsten Beispielen des schlesischen Barocks. Es wurde 1945 teilweise zerstört und 1948 niedergebrannt.[5]
- Zwischen Schloss und Schlosskirche befand sich eine Orangerie. Diese wurde 1957 abgetragen.[6]
- Die evangelische Schlosskirche wird seit 1945 nicht mehr genutzt und verfällt zur Ruine.[7]
- der Schlosspark war ursprünglich ein barocker Park mit Teich, und wurde 1830 in einen Landschaftspark umgestaltet.[8]
- Der frühere evangelische Friedhof liegt verwüstet am westlichen Dorfrand, dort steht auch das klassizistische Mausoleum der Familie von Reichenbach aus dem Jahre 1826.
- Die römisch-katholische Pfarrkirche Mariä Geburt ist eine spätbarocke Saalkirche mit klassizistischen Elementen, erbaut 1754–79. Das Gemälde der Himmelfahrt Mariä am frühbarocken Hochaltar stammt möglicherweise von Bartholomäus Strobel.

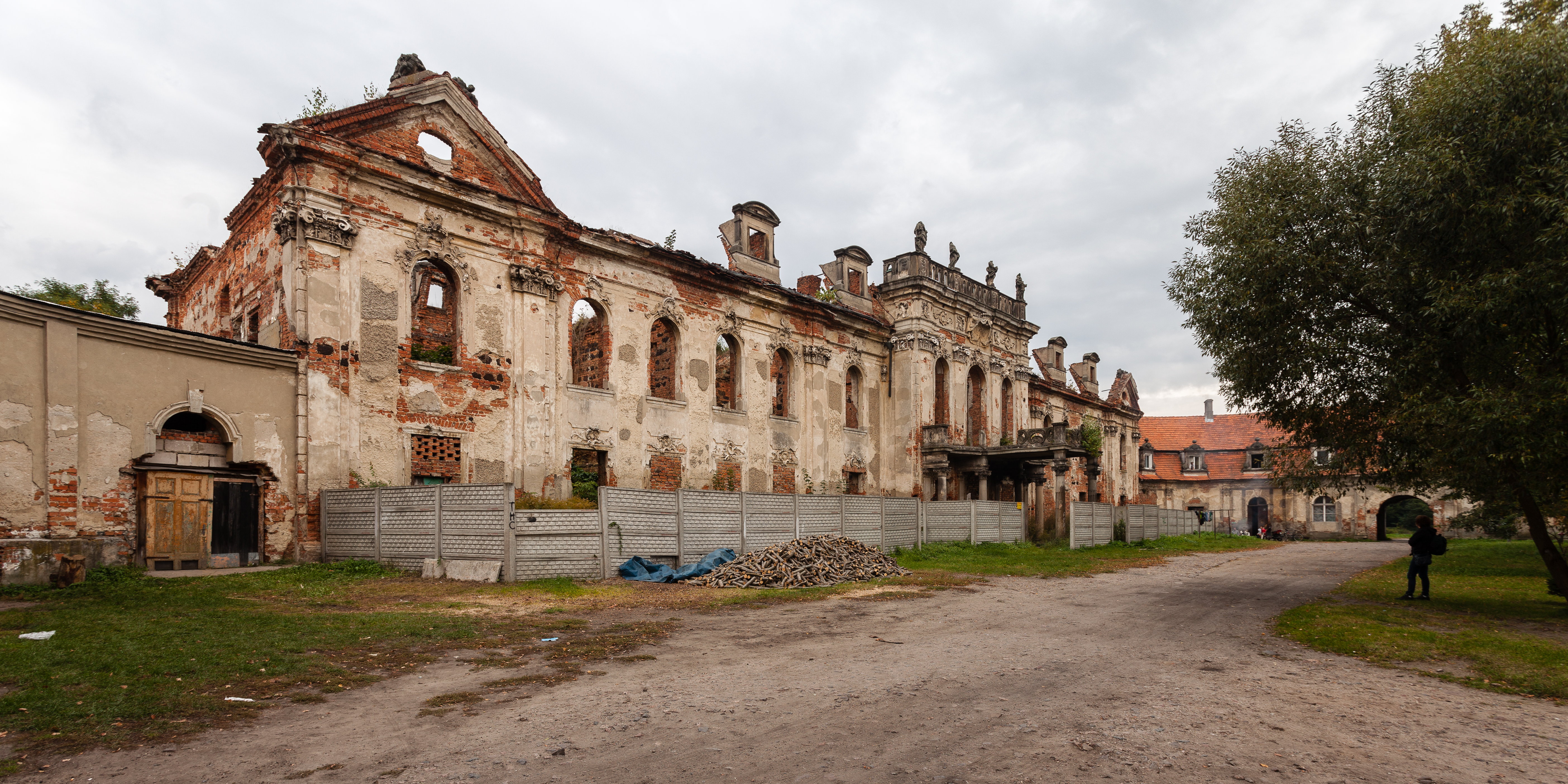
Schlossruine
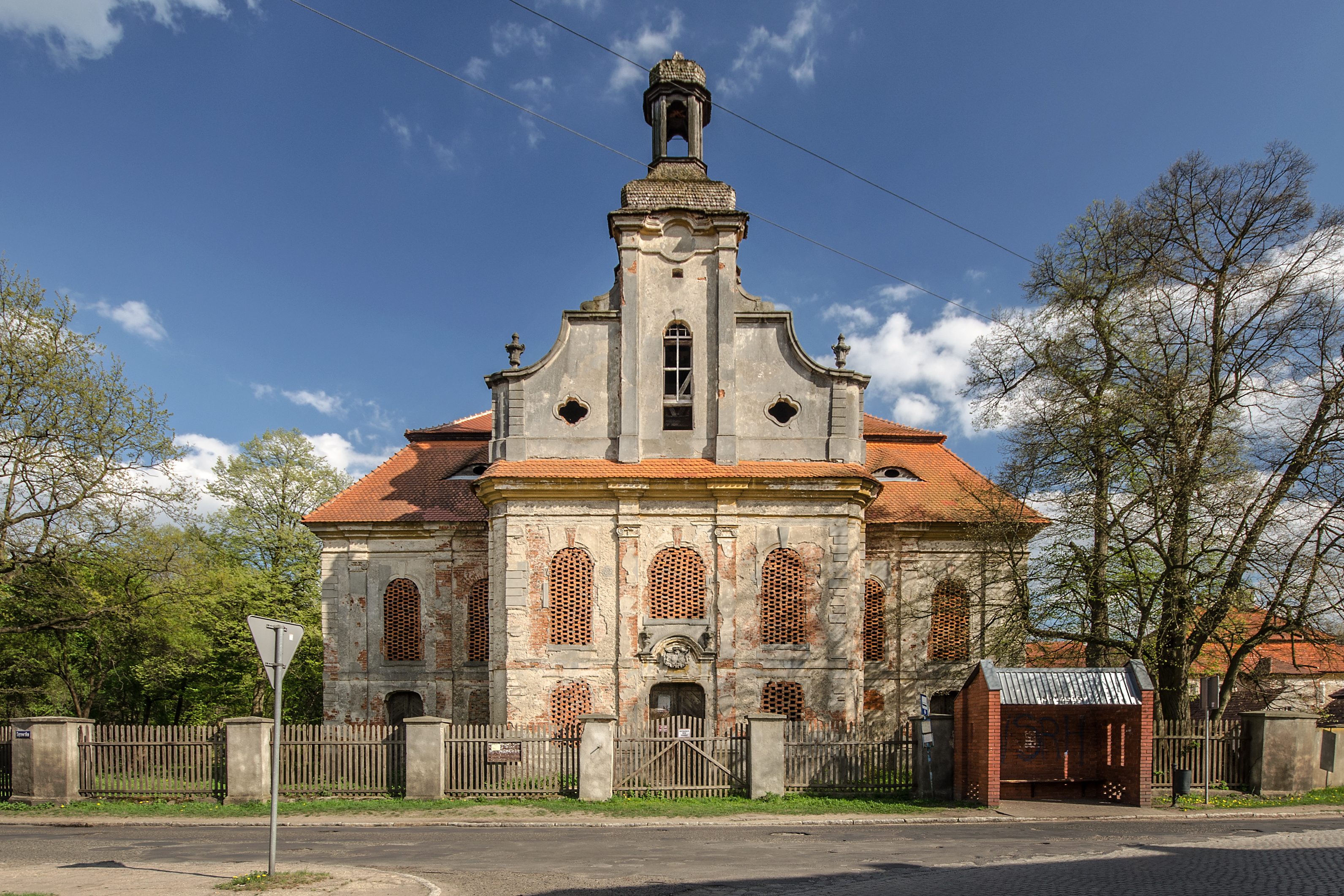
Evangelische Schlosskirche
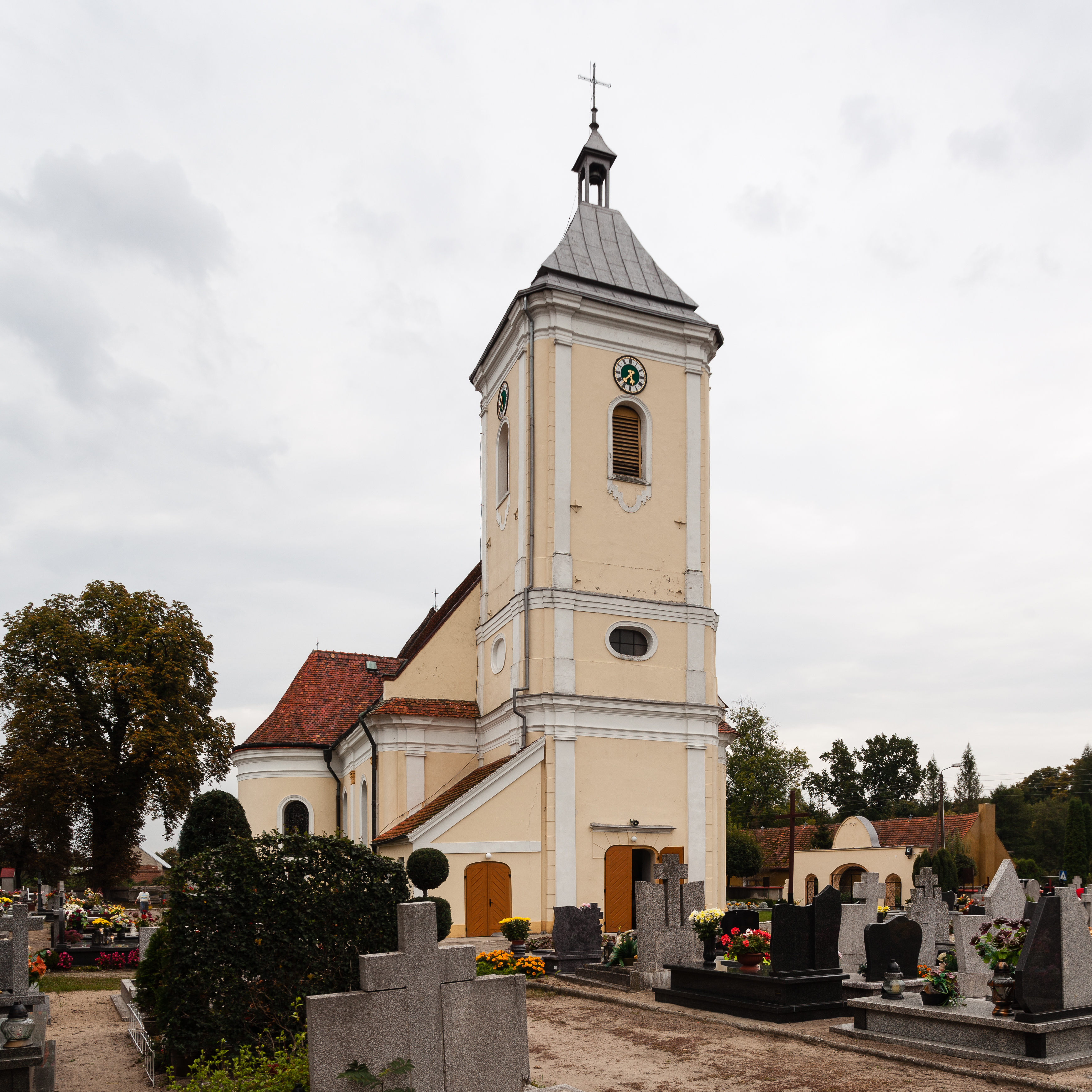
Römisch-katholische Kirche Mariä Geburt
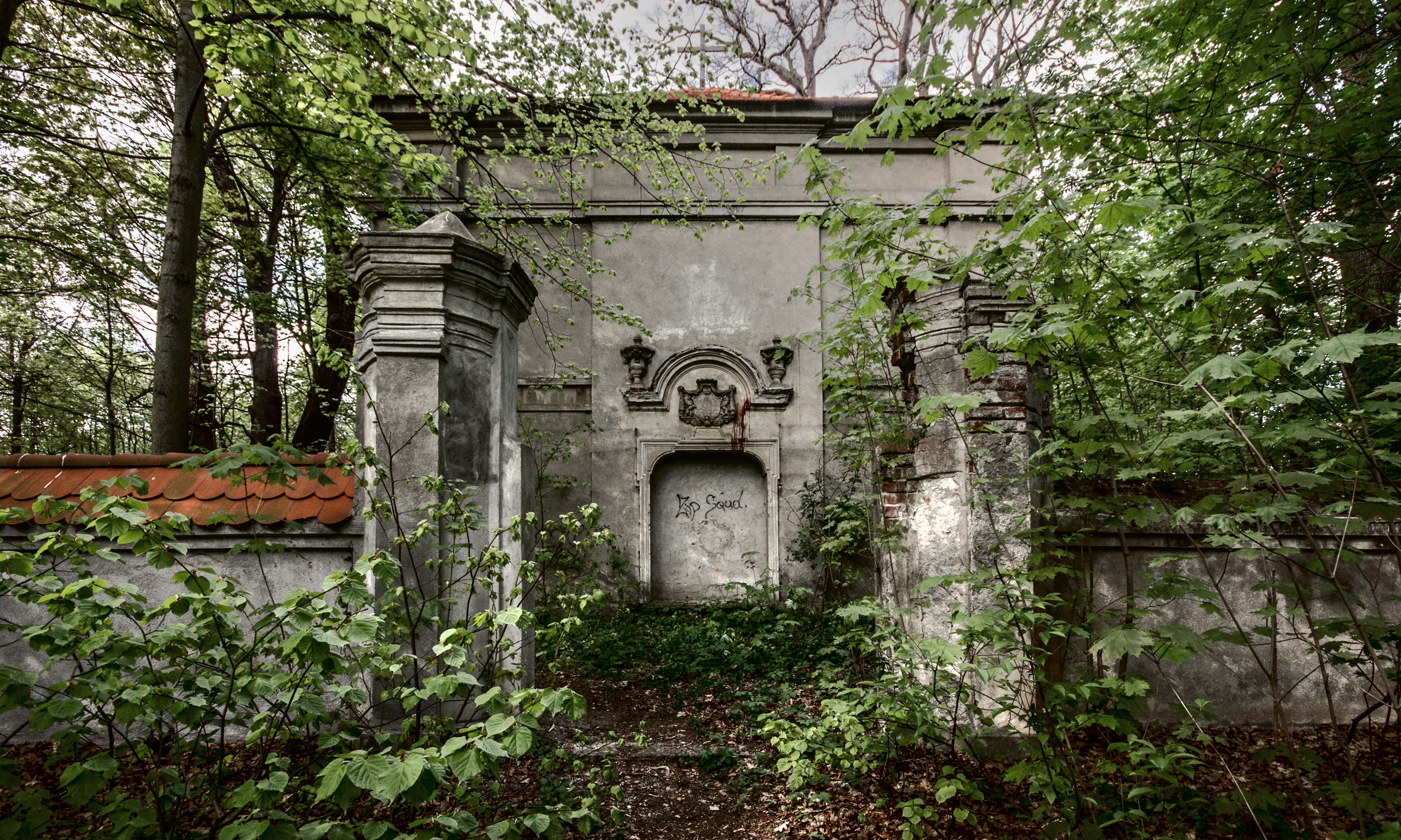
Mausoleum der Herren von Reichenbach mit Wappen
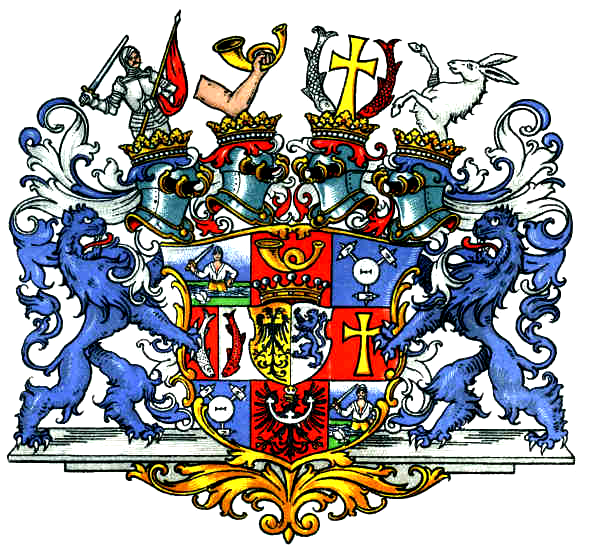
Wappen der Familie Reichenbach

## Söhne und Töchter der Stadt
- Heinrich Gustav Gottlob Graf von Reichenbach-Goschütz (1731–1790), Freier Standesherr in Goschütz und Generalerbpostmeister von Schlesien
- Paul Böhmer (1877–1958), deutscher Mathematiker und Hochschullehrer
- Dieter Sommer (* 1937), Fußballspieler der DDR-Oberliga